# Interlands Kameroens voetbalelftal 2020-2029
Deze pagina toont een chronologisch en gedetailleerd overzicht van de interlands die het Kameroens voetbalelftal speelt en heeft gespeeld in de periode 2020 – 2029.

## Interlands

### 2020
|                                                                  |       |       |          |                                                                                |
| 9 oktober Vriendschappelijk «onderlinge duels» 14:00 uur (UTC+2) | Japan | 0 – 0 | Kameroen | Stadion Galgenwaard, Utrecht Toeschouwers: 0 Scheidsrechter: Bas Nijhuis (NED) |
| 9 oktober Vriendschappelijk «onderlinge duels» 14:00 uur (UTC+2) |       |       |          | Stadion Galgenwaard, Utrecht Toeschouwers: 0 Scheidsrechter: Bas Nijhuis (NED) |

|                                                                               |                                                                                              |       |               |                                                                                                |
| 12 november AK 2021 kwalificatie Groep F «onderlinge duels» 17:00 uur (UTC+1) | Kameroen                                                                                     | 4 – 1 | Mozambique    | Stade de la Réunification, Douala Toeschouwers: 0 Scheidsrechter: Kalilou Traore Ibrahim (CIV) |
| 12 november AK 2021 kwalificatie Groep F «onderlinge duels» 17:00 uur (UTC+1) | Vincent Aboubakar 38' Vincent Aboubakar 47' André-Frank Zambo Anguissa 56' Clinton N'Jie 80' |       | 74' Kamo-Kamo | Stade de la Réunification, Douala Toeschouwers: 0 Scheidsrechter: Kalilou Traore Ibrahim (CIV) |

|                                                                               |            |                                         |          |                                                                                  |
| 16 november AK 2021 kwalificatie Groep F «onderlinge duels» 18:00 uur (UTC+2) | Mozambique | 0 – 2                                   | Kameroen | Estádio do Zimpeto, Maputo Toeschouwers: 0 Scheidsrechter: Bernard Camille (SEY) |
| 16 november AK 2021 kwalificatie Groep F «onderlinge duels» 18:00 uur (UTC+2) |            | 26' Vincent Aboubakar 73' Serge Tabekou |          | Estádio do Zimpeto, Maputo Toeschouwers: 0 Scheidsrechter: Bernard Camille (SEY) |

### 2021
| African Championship of Nations 2020 |
| ------------------------------------ |

Tijdens het African Championship of Nations bestaat het nationaal elftal altijd enkel uit spelers uit de nationale competitie.
|                                                                                 |                           |       |          |                                                                  |
| 16 januari Championship of Nations Groep A «onderlinge duels» 17:00 uur (UTC+1) | Kameroen                  | 1 – 0 | Zimbabwe | Ahmadou Ahidjostadion, Yaoundé Scheidsrechter: Jean Ngambo (COD) |
| 16 januari Championship of Nations Groep A «onderlinge duels» 17:00 uur (UTC+1) | Salomon Charles Banga 72' |       |          | Ahmadou Ahidjostadion, Yaoundé Scheidsrechter: Jean Ngambo (COD) |

|                                                                                 |                          |       |                   |                                                                                |
| 20 januari Championship of Nations Groep A «onderlinge duels» 17:00 uur (UTC+1) | Kameroen                 | 1 – 1 | Mali              | Ahmadou Ahidjostadion, Yaoundé Scheidsrechter: Pacifique Ndabihawenimana (BDI) |
| 20 januari Championship of Nations Groep A «onderlinge duels» 17:00 uur (UTC+1) | Salomon Charles Banga 6' |       | 12' Issaka Samaké | Ahmadou Ahidjostadion, Yaoundé Scheidsrechter: Pacifique Ndabihawenimana (BDI) |

|                                                                                 |              |       |          |                                                                  |
| 24 januari Championship of Nations Groep A «onderlinge duels» 20:00 uur (UTC+1) | Burkina Faso | 0 – 0 | Kameroen | Ahmadou Ahidjostadion, Yaoundé Scheidsrechter: Sadok Selmi (TUN) |
| 24 januari Championship of Nations Groep A «onderlinge duels» 20:00 uur (UTC+1) |              |       |          | Ahmadou Ahidjostadion, Yaoundé Scheidsrechter: Sadok Selmi (TUN) |

|                                                                                     |                   |       |                                              |                                                                         |
| 30 januari Championship of Nations Kwartfinale «onderlinge duels» 20:00 uur (UTC+1) | Congo-Kinshasa    | 1 – 2 | Kameroen                                     | Japomastadion, Douala Scheidsrechter: Mohamed Maarouf Eid Mansour (EGY) |
| 30 januari Championship of Nations Kwartfinale «onderlinge duels» 20:00 uur (UTC+1) | Makabi Lilepo 22' |       | 29' Yannick Ndjeng 42' Felix Oukine Tcheoude | Japomastadion, Douala Scheidsrechter: Mohamed Maarouf Eid Mansour (EGY) |

|                                                                                      |                                                                                         |       |          |                                                       |
| 3 februari Championship of Nations Halve finale «onderlinge duels» 20:00 uur (UTC+1) | Marokko                                                                                 | 4 – 0 | Kameroen | Limbestadion, Limbe Scheidsrechter: Jean Ngambo (COD) |
| 3 februari Championship of Nations Halve finale «onderlinge duels» 20:00 uur (UTC+1) | Soufiane Bouftini 29' Soufiane Rahimi 40' Soufiane Rahimi 74' Mohammed Ali Bemammer 82' |       |          | Limbestadion, Limbe Scheidsrechter: Jean Ngambo (COD) |

|                                                                                      |                                           |       |          |                                                                          |
| 7 februari Championship of Nations Troostfinale «onderlinge duels» 20:00 uur (UTC+1) | Guinee                                    | 2 – 0 | Kameroen | Stade de la Réunification, Douala Scheidsrechter: Lahlou Benbraham (ALG) |
| 7 februari Championship of Nations Troostfinale «onderlinge duels» 20:00 uur (UTC+1) | Morlaye Sylla 9' Mamadouba Bangoura 45+1' |       |          | Stade de la Réunification, Douala Scheidsrechter: Lahlou Benbraham (ALG) |

|  |  |  |  |  |  |  |  |  |

|                                                                            |                                                   |       |                  |                                                                              |
| 26 maart AK 2021 kwalificatie Groep F «onderlinge duels» 15:00 uur (UTC−1) | Kaapverdië                                        | 3 – 1 | Kameroen         | Estádio Nacional de Cabo Verde, Praia Scheidsrechter: Lahlou Benbraham (ALG) |
| 26 maart AK 2021 kwalificatie Groep F «onderlinge duels» 15:00 uur (UTC−1) | Kuca 25' Macky Bagnack 59' (e.d.) Ryan Mendes 69' |       | 14' Pierre Kunde | Estádio Nacional de Cabo Verde, Praia Scheidsrechter: Lahlou Benbraham (ALG) |

|                                                                            |          |       |        |                                                                |
| 30 maart AK 2021 kwalificatie Groep F «onderlinge duels» 20:00 uur (UTC+1) | Kameroen | 0 – 0 | Rwanda | Japomastadion, Douala Scheidsrechter: Mohamed Ali Moussa (NIG) |
| 30 maart AK 2021 kwalificatie Groep F «onderlinge duels» 20:00 uur (UTC+1) |          |       |        | Japomastadion, Douala Scheidsrechter: Mohamed Ali Moussa (NIG) |

|                                                               |         |                                |          |                                                                                               |
| 4 juni Vriendschappelijk «onderlinge duels» 21:30 uur (UTC+2) | Nigeria | 0 – 1                          | Kameroen | Stadion Wiener Neustadt, Wiener Neustadt Toeschouwers: 0 Scheidsrechter: Harald Lechner (AUT) |
| 4 juni Vriendschappelijk «onderlinge duels» 21:30 uur (UTC+2) |         | 37' André-Frank Zambo Anguissa |          | Stadion Wiener Neustadt, Wiener Neustadt Toeschouwers: 0 Scheidsrechter: Harald Lechner (AUT) |

|                                                               |          |       |         | |
| 8 juni Vriendschappelijk «onderlinge duels» 18:00 uur (UTC+2) | Kameroen | 0 – 0 | Nigeria | Stadion Wiener Neustadt, Wiener Neustadt Toeschouwers: 0 Scheidsrechter: Manuel Schüttengruber (AUT) |
| 8 juni Vriendschappelijk «onderlinge duels» 18:00 uur (UTC+2) |          |       |         | Stadion Wiener Neustadt, Wiener Neustadt Toeschouwers: 0 Scheidsrechter: Manuel Schüttengruber (AUT) |

|                                                                               |                                                 |       |        |                                                                            |
| 3 september WK 2022 kwalificatie Groep D «onderlinge duels» 20:00 uur (UTC+1) | Kameroen                                        | 2 – 0 | Malawi | Olembestadion, Yaoundé Toeschouwers: 250 Scheidsrechter: Jean Ngambo (COD) |
| 3 september WK 2022 kwalificatie Groep D «onderlinge duels» 20:00 uur (UTC+1) | Vincent Aboubakar 9' Michael Ngadeu-Ngadjui 23' |       |        | Olembestadion, Yaoundé Toeschouwers: 250 Scheidsrechter: Jean Ngambo (COD) |

|                                                                             |                                                  |       |                                   | |
| 6 september WK 2022 kwalificatie Groep D «onderlinge duels» 19:00 uur (UTC) | Ivoorkust                                        | 2 – 1 | Kameroen                          | Stade olympique Alassane Ouattara, Abidjan Toeschouwers: 10.000 Scheidsrechter: Mehdi Abid Charef (ALG) |
| 6 september WK 2022 kwalificatie Groep D «onderlinge duels» 19:00 uur (UTC) | Sébastien Haller 20' (pen.) Sébastien Haller 29' |       | 61' (pen.) Nicolas Moumi Ngamaleu | Stade olympique Alassane Ouattara, Abidjan Toeschouwers: 10.000 Scheidsrechter: Mehdi Abid Charef (ALG) |

|                                                                             |                                                                                |       |                 |                                                                                 |
| 8 oktober WK 2022 kwalificatie Groep D «onderlinge duels» 17:00 uur (UTC+1) | Kameroen                                                                       | 3 – 1 | Mozambique      | Japomastadion, Douala Toeschouwers: 10.000 Scheidsrechter: Mohamed Marouf (EGY) |
| 8 oktober WK 2022 kwalificatie Groep D «onderlinge duels» 17:00 uur (UTC+1) | Eric Maxim Choupo-Moting 28' Eric Maxim Choupo-Moting 51' Karl Toko Ekambi 63' |       | 81' Geny Catamo | Japomastadion, Douala Toeschouwers: 10.000 Scheidsrechter: Mohamed Marouf (EGY) |

|                                                                              |            |                            |          |                                                                                               |
| 11 oktober WK 2022 kwalificatie Groep D «onderlinge duels» 14:00 uur (UTC+1) | Mozambique | 0 – 1                      | Kameroen | Stade Ibn Batouta, Tanger (Marokko) Toeschouwers: 0 Scheidsrechter: Sabri Mohamed Fadul (SUD) |
| 11 oktober WK 2022 kwalificatie Groep D «onderlinge duels» 14:00 uur (UTC+1) |            | 68' Michael Ngadeu-Ngadjui |          | Stade Ibn Batouta, Tanger (Marokko) Toeschouwers: 0 Scheidsrechter: Sabri Mohamed Fadul (SUD) |

|                                                                               |        | |          |                                                                                          |
| 13 november WK 2022 kwalificatie Groep D «onderlinge duels» 15:00 uur (UTC+2) | Malawi | 0 – 4 | Kameroen | Orlandostadion, Johannesburg (Zuid-Afrika) Toeschouwers: 0 Scheidsrechter: Issa Sy (SEN) |
| 13 november WK 2022 kwalificatie Groep D «onderlinge duels» 15:00 uur (UTC+2) |        | 22' (pen.) Vincent Aboubakar 42' André-Frank Zambo Anguissa 85' Christian Bassogog 87' Christian Bassogog |          | Orlandostadion, Johannesburg (Zuid-Afrika) Toeschouwers: 0 Scheidsrechter: Issa Sy (SEN) |

|                                                                               |                      |       |           |                                                                                |
| 16 november WK 2022 kwalificatie Groep D «onderlinge duels» 20:00 uur (UTC+1) | Kameroen             | 1 – 0 | Ivoorkust | Japomastadion, Douala Toeschouwers: 25.000 Scheidsrechter: Janny Sikazwe (ZAM) |
| 16 november WK 2022 kwalificatie Groep D «onderlinge duels» 20:00 uur (UTC+1) | Karl Toko Ekambi 21' |       |           | Japomastadion, Douala Toeschouwers: 25.000 Scheidsrechter: Janny Sikazwe (ZAM) |

### 2022
| Afrikaans kampioenschap voetbal 2021 |
| ------------------------------------ |

|                                                                   |                                                             |       |                     | |
| 9 januari Afrika Cup Groep A «onderlinge duels» 17:00 uur (UTC+1) | Kameroen                                                    | 2 – 1 | Burkina Faso        | Olembestadion, Yaoundé Toeschouwers: 47.892 Scheidsrechter: Mustapha Ghorbal (ALG) Video-assistent: Adil Zourak (MAR) |
| 9 januari Afrika Cup Groep A «onderlinge duels» 17:00 uur (UTC+1) | Vincent Aboubakar 40' (pen.) Vincent Aboubakar 45+3' (pen.) |       | 24' Gustavo Sangaré | Olembestadion, Yaoundé Toeschouwers: 47.892 Scheidsrechter: Mustapha Ghorbal (ALG) Video-assistent: Adil Zourak (MAR) |

|                                                                    |                                                                                      |       |                 | |
| 13 januari Afrika Cup Groep A «onderlinge duels» 17:00 uur (UTC+1) | Kameroen                                                                             | 4 – 1 | Ethiopië        | Olembestadion, Yaoundé Toeschouwers: 41.723 Scheidsrechter: Jean Ngambo (COD) Video-assistent: Haythem Guirat (TUN) |
| 13 januari Afrika Cup Groep A «onderlinge duels» 17:00 uur (UTC+1) | Karl Toko Ekambi 8' Vincent Aboubakar 53' Vincent Aboubakar 55' Karl Toko Ekambi 68' |       | 4' Dawa Hotessa | Olembestadion, Yaoundé Toeschouwers: 41.723 Scheidsrechter: Jean Ngambo (COD) Video-assistent: Haythem Guirat (TUN) |

|                                                                    |                            |       |                       | |
| 17 januari Afrika Cup Groep A «onderlinge duels» 17:00 uur (UTC+1) | Kaapverdië                 | 1 – 1 | Kameroen              | Olembestadion, Yaoundé Toeschouwers: 45.444 Scheidsrechter: Sadok Selmi (TUN) Video-assistent: Haythem Guirat (TUN) |
| 17 januari Afrika Cup Groep A «onderlinge duels» 17:00 uur (UTC+1) | Garry Mendes Rodrigues 53' |       | 39' Vincent Aboubakar | Olembestadion, Yaoundé Toeschouwers: 45.444 Scheidsrechter: Sadok Selmi (TUN) Video-assistent: Haythem Guirat (TUN) |

|                                                                           |                                            |       |                         | |
| 24 januari Afrika Cup Achtste finale «onderlinge duels» 20:00 uur (UTC+1) | Kameroen                                   | 2 – 1 | Comoren                 | Olembestadion, Yaoundé Scheidsrechter: Bamlak Tessema (ETH) Video-assistent: Maguette Ndiaye (SEN) |
| 24 januari Afrika Cup Achtste finale «onderlinge duels» 20:00 uur (UTC+1) | Karl Toko Ekambi 29' Vincent Aboubakar 70' |       | 81' Youssouf M'Changama | Olembestadion, Yaoundé Scheidsrechter: Bamlak Tessema (ETH) Video-assistent: Maguette Ndiaye (SEN) |

|                                                                        |        |                                           |          | |
| 29 januari Afrika Cup Kwartfinale «onderlinge duels» 17:00 uur (UTC+1) | Gambia | 0 – 2                                     | Kameroen | Japomastadion, Douala Toeschouwers: 36.259 Scheidsrechter: Pacifique Ndabihawenimana (BDI) Video-assistent: Haythem Guirat (TUN) |
| 29 januari Afrika Cup Kwartfinale «onderlinge duels» 17:00 uur (UTC+1) |        | 50' Karl Toko Ekambi 57' Karl Toko Ekambi |          | Japomastadion, Douala Toeschouwers: 36.259 Scheidsrechter: Pacifique Ndabihawenimana (BDI) Video-assistent: Haythem Guirat (TUN) |

|                                                                         |                                                                  |              |                                                | |
| 3 februari Afrika Cup Halve finale «onderlinge duels» 20:00 uur (UTC+1) | Kameroen                                                         | 0 – 0 (n.v.) | Egypte                                         | Olembestadion, Yaoundé Toeschouwers: 24.371 Scheidsrechter: Bakary Gassama (GAM) Video-assistent: Haythem Guirat (TUN) |
| 3 februari Afrika Cup Halve finale «onderlinge duels» 20:00 uur (UTC+1) |                                                                  |              |                                                | Olembestadion, Yaoundé Toeschouwers: 24.371 Scheidsrechter: Bakary Gassama (GAM) Video-assistent: Haythem Guirat (TUN) |
| 3 februari Afrika Cup Halve finale «onderlinge duels» 20:00 uur (UTC+1) | Strafschoppen                                                    |              |                                                | Olembestadion, Yaoundé Toeschouwers: 24.371 Scheidsrechter: Bakary Gassama (GAM) Video-assistent: Haythem Guirat (TUN) |
| 3 februari Afrika Cup Halve finale «onderlinge duels» 20:00 uur (UTC+1) | Vincent Aboubakar Harold Moukoudi James Lea Siliki Clinton N'Jie | 1 – 3        | Ahmed Sayed Mohamed Abdelmonem Mohanad Lasheen | Olembestadion, Yaoundé Toeschouwers: 24.371 Scheidsrechter: Bakary Gassama (GAM) Video-assistent: Haythem Guirat (TUN) |

|                                                                         |                                                             |              |                                                                                        | |
| 5 februari Afrika Cup Troostfinale «onderlinge duels» 20:00 uur (UTC+1) | Burkina Faso                                                | 3 – 3 (n.v.) | Kameroen                                                                               | Ahmadou Ahidjostadion, Yaoundé Scheidsrechter: Redouane Jiyed (MAR) Video-assistent: Haythem Guirat (TUN) |
| 5 februari Afrika Cup Troostfinale «onderlinge duels» 20:00 uur (UTC+1) | Steeve Yago 24' André Onana 43' (e.d.) Djibril Ouattara 49' |              | 71' Stéphane Bahoken 85' Vincent Aboubakar 87' Vincent Aboubakar                       | Ahmadou Ahidjostadion, Yaoundé Scheidsrechter: Redouane Jiyed (MAR) Video-assistent: Haythem Guirat (TUN) |
| 5 februari Afrika Cup Troostfinale «onderlinge duels» 20:00 uur (UTC+1) | Strafschoppen                                               |              |                                                                                        | Ahmadou Ahidjostadion, Yaoundé Scheidsrechter: Redouane Jiyed (MAR) Video-assistent: Haythem Guirat (TUN) |
| 5 februari Afrika Cup Troostfinale «onderlinge duels» 20:00 uur (UTC+1) | Issa Kaboré Soumaïla Ouattara Blati Touré Steeve Yago       | 3 – 5        | Vincent Aboubakar Nicolas Moumi Ngamaleu Karl Toko Ekambi Pierre Kunde Ambroise Oyongo | Ahmadou Ahidjostadion, Yaoundé Scheidsrechter: Redouane Jiyed (MAR) Video-assistent: Haythem Guirat (TUN) |

|  |  |  |  |  |  |  |  |  |

|                                                                             |          |                   |          | |
| 25 maart WK 2022 kwalificatie Play-off «onderlinge duels» 18:00 uur (UTC+1) | Kameroen | 0 – 1             | Algerije | Japomastadion, Douala Toeschouwers: 40.000 Scheidsrechter: Joshua Bondo (BOT) Video-assistent: Alejandro Hernández (ESP) |
| 25 maart WK 2022 kwalificatie Play-off «onderlinge duels» 18:00 uur (UTC+1) |          | 40' Islam Slimani |          | Japomastadion, Douala Toeschouwers: 40.000 Scheidsrechter: Joshua Bondo (BOT) Video-assistent: Alejandro Hernández (ESP) |

|                                                                             |                  |              |                                                      | |
| 29 maart WK 2022 kwalificatie Play-off «onderlinge duels» 20:30 uur (UTC+1) | Algerije         | 1 – 2 (n.v.) | Kameroen                                             | Mustapha Tchakerstadion, Blida Toeschouwers: 35.000 Scheidsrechter: Bakary Gassama (GAM) Video-assistent: Marco Fritz (GER) |
| 29 maart WK 2022 kwalificatie Play-off «onderlinge duels» 20:30 uur (UTC+1) | Ahmed Touba 118' |              | 22' Eric Maxim Choupo-Moting 120+4' Karl Toko Ekambi | Mustapha Tchakerstadion, Blida Toeschouwers: 35.000 Scheidsrechter: Bakary Gassama (GAM) Video-assistent: Marco Fritz (GER) |

|                                                |          |             |       |                       |
| 4 juni AK 2023 kwalificatie «onderlinge duels» | Kameroen | Geannuleerd | Kenia | Japomastadion, Douala |
| 4 juni AK 2023 kwalificatie «onderlinge duels» |          |             |       | Japomastadion, Douala |

|                                                                          |         |                      |          |                                                                                         |
| 9 juni AK 2023 kwalificatie Groep C «onderlinge duels» 16:00 uur (UTC+3) | Burundi | 0 – 1                | Kameroen | Nationaal Stadion, Dar es Salaam (Tanzania) Scheidsrechter: Souleiman Ahmed Djama (DJI) |
| 9 juni AK 2023 kwalificatie Groep C «onderlinge duels» 16:00 uur (UTC+3) |         | 30' Karl Toko Ekambi |          | Nationaal Stadion, Dar es Salaam (Tanzania) Scheidsrechter: Souleiman Ahmed Djama (DJI) |

|                                                                     |          |                                         |             |                                                                            |
| 23 september Vriendschappelijk «onderlinge duels» 15:00 uur (UTC+9) | Kameroen | 0 – 2                                   | Oezbekistan | Goyangstadion, Goyang Toeschouwers: 323 Scheidsrechter: Kim Woo-sung (KOR) |
| 23 september Vriendschappelijk «onderlinge duels» 15:00 uur (UTC+9) |          | 24' Chojimat Erkinov 76' Oston Oeroenov |             | Goyangstadion, Goyang Toeschouwers: 323 Scheidsrechter: Kim Woo-sung (KOR) |

|                                                                     |                   |       |          |                                                                                    |
| 27 september Vriendschappelijk «onderlinge duels» 20:00 uur (UTC+9) | Zuid-Korea        | 1 – 0 | Kameroen | Seoul World Cupstadion, Seoel Toeschouwers: 59.389 Scheidsrechter: Alex King (AUS) |
| 27 september Vriendschappelijk «onderlinge duels» 20:00 uur (UTC+9) | Son Heung-min 35' |       |          | Seoul World Cupstadion, Seoel Toeschouwers: 59.389 Scheidsrechter: Alex King (AUS) |

|                                                                   |                  |       |                     |                                                                               |
| 9 november Vriendschappelijk «onderlinge duels» 18:00 uur (UTC+1) | Kameroen         | 1 – 1 | Jamaica             | Olembestadion, Yaoundé Toeschouwers: 32.000 Scheidsrechter: Jean Ngambo (COD) |
| 9 november Vriendschappelijk «onderlinge duels» 18:00 uur (UTC+1) | Djawal Kaiba 74' |       | 60' Justin McMaster | Olembestadion, Yaoundé Toeschouwers: 32.000 Scheidsrechter: Jean Ngambo (COD) |

|                                                                    |                              |       |                     |                                                                                               |
| 18 november Vriendschappelijk «onderlinge duels» 14:00 uur (UTC+4) | Kameroen                     | 1 – 1 | Panama              | Mohammed Bin Zayidstadion, Abu Dhabi Toeschouwers: 1.500 Scheidsrechter: Sultan Mohamed (VAE) |
| 18 november Vriendschappelijk «onderlinge duels» 14:00 uur (UTC+4) | Eric Maxim Choupo-Moting 48' |       | 55' Michael Murillo | Mohammed Bin Zayidstadion, Abu Dhabi Toeschouwers: 1.500 Scheidsrechter: Sultan Mohamed (VAE) |

| Wereldkampioenschap voetbal 2022 |
| -------------------------------- |

|                                                                  |                  |         |          | |
| 24 november WK 2022 Groep G «onderlinge duels» 13:00 uur (UTC+3) | Zwitserland      | 1 – 0   | Kameroen | Al Janoubstadion, Al Wakrah Toeschouwers: 39.089 Scheidsrechter: Facundo Tello (ARG) Video-assistent: Mauro Vigliano (ARG) |
| 24 november WK 2022 Groep G «onderlinge duels» 13:00 uur (UTC+3) | Breel Embolo 48' | Verslag |          | Al Janoubstadion, Al Wakrah Toeschouwers: 39.089 Scheidsrechter: Facundo Tello (ARG) Video-assistent: Mauro Vigliano (ARG) |

|                                                                  |                                                                                 |         |                                                                                | |
| 28 november WK 2022 Groep G «onderlinge duels» 13:00 uur (UTC+3) | Kameroen                                                                        | 3 – 3   | Servië                                                                         | Al Janoubstadion, Al Wakrah Toeschouwers: 39.789 Scheidsrechter: Mohammed Abdulla Mohamed (VAE) Video-assistent: Nicolás Gallo (COL) |
| 28 november WK 2022 Groep G «onderlinge duels» 13:00 uur (UTC+3) | Jean-Charles Castelletto 29' Vincent Aboubakar 63' Eric Maxim Choupo-Moting 66' | Verslag | 45+1' Strahinja Pavlović 45+3' Sergej Milinković-Savić 53' Aleksandar Mitrović | Al Janoubstadion, Al Wakrah Toeschouwers: 39.789 Scheidsrechter: Mohammed Abdulla Mohamed (VAE) Video-assistent: Nicolás Gallo (COL) |

|                                                                 |                         |         |          | |
| 2 december WK 2022 Groep G «onderlinge duels» 22:00 uur (UTC+3) | Kameroen                | 1 – 0   | Brazilië | Lusailstadion, Lusail Toeschouwers: 85.986 Scheidsrechter: Ismail Elfath (USA) Video-assistent: Alejandro Hernández (ESP) |
| 2 december WK 2022 Groep G «onderlinge duels» 22:00 uur (UTC+3) | Vincent Aboubakar 90+2' | Verslag |          | Lusailstadion, Lusail Toeschouwers: 85.986 Scheidsrechter: Ismail Elfath (USA) Video-assistent: Alejandro Hernández (ESP) |

|  |  |  |  |  |  |  |  |  |

### 2023
| African Championship of Nations 2022 |
| ------------------------------------ |

Tijdens het African Championship of Nations bestaat het nationaal elftal altijd enkel uit spelers uit de nationale competitie.
|                                                                                 |                         |       |                   |                                                              |
| 16 januari Championship of Nations Groep E «onderlinge duels» 20:00 uur (UTC+1) | Kameroen                | 1 – 0 | Congo-Brazzaville | Olympisch Stadion, Oran Scheidsrechter: Abdelaziz Bouh (MTN) |
| 16 januari Championship of Nations Groep E «onderlinge duels» 20:00 uur (UTC+1) | Jerome Ngom Mbekeli 63' |       |                   | Olympisch Stadion, Oran Scheidsrechter: Abdelaziz Bouh (MTN) |

|                                                                                 |                        |       |          |                                                                     |
| 24 januari Championship of Nations Groep E «onderlinge duels» 20:00 uur (UTC+1) | Niger                  | 1 – 0 | Kameroen | Olympisch Stadion, Oran Scheidsrechter: Celso Armindo Alvação (MOZ) |
| 24 januari Championship of Nations Groep E «onderlinge duels» 20:00 uur (UTC+1) | Ousseini Badamassi 69' |       |          | Olympisch Stadion, Oran Scheidsrechter: Celso Armindo Alvação (MOZ) |

|  |  |  |  |  |  |  |  |  |

|                                                                            |                   |       |                     |                                                                     |
| 24 maart AK 2023 kwalificatie Groep C «onderlinge duels» 21:30 uur (UTC+1) | Kameroen          | 1 – 1 | Namibië             | Ahmadou Ahidjostadion, Yaoundé Scheidsrechter: Redouane Jiyed (MAR) |
| 24 maart AK 2023 kwalificatie Groep C «onderlinge duels» 21:30 uur (UTC+1) | Olivier Kemen 72' |       | 26' Peter Shalulile | Ahmadou Ahidjostadion, Yaoundé Scheidsrechter: Redouane Jiyed (MAR) |

|                                                                            |                                          |       |                         |                                                                                 |
| 28 maart AK 2023 kwalificatie Groep C «onderlinge duels» 15:00 uur (UTC+2) | Namibië                                  | 2 – 1 | Kameroen                | Dobsonvillestadion, Soweto (Zuid-Afrika) Scheidsrechter: Patrice Milazare (MRI) |
| 28 maart AK 2023 kwalificatie Groep C «onderlinge duels» 15:00 uur (UTC+2) | Peter Shalulile 55' Absalom Iimbondi 79' |       | 90+1' Vincent Aboubakar | Dobsonvillestadion, Soweto (Zuid-Afrika) Scheidsrechter: Patrice Milazare (MRI) |

|                                                                |                                        |       |                                       |                                                                                       |
| 10 juni Vriendschappelijk «onderlinge duels» 19:00 uur (UTC−7) | Mexico                                 | 2 – 2 | Kameroen                              | Snapdragon Stadium, San Diego Toeschouwers: 30.543 Scheidsrechter: Kimbell Ward (SKN) |
| 10 juni Vriendschappelijk «onderlinge duels» 19:00 uur (UTC−7) | Israel Reyes 45+2' Kevin Álvarez 90+4' |       | 37' Bryan Mbeumo 61' Karl Toko Ekambi | Snapdragon Stadium, San Diego Toeschouwers: 30.543 Scheidsrechter: Kimbell Ward (SKN) |

|                                              |       |             |          |  |
| juni AK 2023 kwalificatie «onderlinge duels» | Kenia | Geannuleerd | Kameroen |  |
| juni AK 2023 kwalificatie «onderlinge duels» |       |             |          |  |

|                                                                                |                                                               |       |         |                                                                |
| 12 september AK 2023 kwalificatie Groep C «onderlinge duels» 20:00 uur (UTC+1) | Kameroen                                                      | 3 – 0 | Burundi | Roumdé Adjiastadion, Garoua Scheidsrechter: Abongile Tom (ZAF) |
| 12 september AK 2023 kwalificatie Groep C «onderlinge duels» 20:00 uur (UTC+1) | Bryan Mbeumo 46' Christopher Wooh 59' Vincent Aboubakar 90+3' |       |         | Roumdé Adjiastadion, Garoua Scheidsrechter: Abongile Tom (ZAF) |

|                                                                   |                    |       |          |                                                                               |
| 12 oktober Vriendschappelijk «onderlinge duels» 19:00 uur (UTC+3) | Rusland            | 1 – 0 | Kameroen | VTB Arena, Moskou Toeschouwers: 20.152 Scheidsrechter: Khalid Al-Turais (KSA) |
| 12 oktober Vriendschappelijk «onderlinge duels» 19:00 uur (UTC+3) | Fjodor Tsjalov 40' |       |          | VTB Arena, Moskou Toeschouwers: 20.152 Scheidsrechter: Khalid Al-Turais (KSA) |

|                                                                   |                       |       |          |                                                                                       |
| 16 oktober Vriendschappelijk «onderlinge duels» 20:30 uur (UTC+2) | Senegal               | 1 – 0 | Kameroen | Stade Bollaert-Delelis, Lens Toeschouwers: 10.000 Scheidsrechter: Willy Delajod (FRA) |
| 16 oktober Vriendschappelijk «onderlinge duels» 20:30 uur (UTC+2) | Sadio Mané 35' (pen.) |       |          | Stade Bollaert-Delelis, Lens Toeschouwers: 10.000 Scheidsrechter: Willy Delajod (FRA) |

|                                                                               |                                                                |       |           |                                                                                |
| 17 november WK 2026 kwalificatie Groep D «onderlinge duels» 20:00 uur (UTC+1) | Kameroen                                                       | 3 – 0 | Mauritius | Japomastadion, Douala Toeschouwers: 25.000 Scheidsrechter: Ahmed Arajiga (TAN) |
| 17 november WK 2026 kwalificatie Groep D «onderlinge duels» 20:00 uur (UTC+1) | Bryan Mbeumo 45+2' Georges-Kévin Nkoudou 87' Frank Magri 90+2' |       |           | Japomastadion, Douala Toeschouwers: 25.000 Scheidsrechter: Ahmed Arajiga (TAN) |

|                                                                               |                        |       |                           |                                                                                          |
| 21 november WK 2026 kwalificatie Groep D «onderlinge duels» 18:00 uur (UTC+2) | Libië                  | 1 – 1 | Kameroen                  | Benina Martyrsstadion, Benghazi Toeschouwers: 13.450 Scheidsrechter: Adissa Ligali (BEN) |
| 21 november WK 2026 kwalificatie Groep D «onderlinge duels» 18:00 uur (UTC+2) | Abdulmunem Aleiyan 43' |       | 34' (pen.) Olivier Ntcham | Benina Martyrsstadion, Benghazi Toeschouwers: 13.450 Scheidsrechter: Adissa Ligali (BEN) |

### 2024
|                                                                  |                 |       |                   |                                                                                                 |
| 9 januari Vriendschappelijk «onderlinge duels» 16:00 uur (UTC+3) | Zambia          | 1 – 1 | Kameroen          | Koning Abdoellah Sportstad, Jeddah Toeschouwers: 62.346 Scheidsrechter: Shukri Al Hanfosh (KSA) |
| 9 januari Vriendschappelijk «onderlinge duels» 16:00 uur (UTC+3) | Patson Daka 11' |       | 20' Darlin Yongwa | Koning Abdoellah Sportstad, Jeddah Toeschouwers: 62.346 Scheidsrechter: Shukri Al Hanfosh (KSA) |

| Afrikaans kampioenschap voetbal 2023 |
| ------------------------------------ |

|                                                                  |                 |       |                  | |
| 15 januari Afrika Cup Groep C «onderlinge duels» 17:00 uur (UTC) | Kameroen        | 1 – 1 | Guinee           | Stade de Yamoussoukro, Yamoussoukro Toeschouwers: 11.271 Scheidsrechter: Mutaz Ibrahim (LBA) Video-assistent: Mahmoud Ashour (EGY) |
| 15 januari Afrika Cup Groep C «onderlinge duels» 17:00 uur (UTC) | Frank Magri 51' |       | 10' Mohamed Bayo | Stade de Yamoussoukro, Yamoussoukro Toeschouwers: 11.271 Scheidsrechter: Mutaz Ibrahim (LBA) Video-assistent: Mahmoud Ashour (EGY) |

|                                                                  |                                                    |       |                              | |
| 19 januari Afrika Cup Groep C «onderlinge duels» 17:00 uur (UTC) | Senegal                                            | 3 – 1 | Kameroen                     | Stade de Yamoussoukro, Yamoussoukro Toeschouwers: 19.176 Scheidsrechter: Mahmood Ismail (SUD) Video-assistent: Mahmoud Ashour (EGY) |
| 19 januari Afrika Cup Groep C «onderlinge duels» 17:00 uur (UTC) | Ismaïla Sarr 16' Habib Diallo 71' Sadio Mané 90+5' |       | 83' Jean-Charles Castelletto | Stade de Yamoussoukro, Yamoussoukro Toeschouwers: 19.176 Scheidsrechter: Mahmood Ismail (SUD) Video-assistent: Mahmoud Ashour (EGY) |

|                                                                  |                                    |       |                                                                    | |
| 23 januari Afrika Cup Groep C «onderlinge duels» 17:00 uur (UTC) | Gambia                             | 2 – 3 | Kameroen                                                           | Stade Bouaké, Bouaké Toeschouwers: 24.172 Scheidsrechter: Bamlak Tessema (ETH) Video-assistent: Mustapha Ghorbal (ALG) |
| 23 januari Afrika Cup Groep C «onderlinge duels» 17:00 uur (UTC) | Ablie Jallow 72' Ebrima Colley 85' |       | 56' Karl Toko Ekambi 87' (e.d.) James Gomez 90+1' Christopher Wooh | Stade Bouaké, Bouaké Toeschouwers: 24.172 Scheidsrechter: Bamlak Tessema (ETH) Video-assistent: Mustapha Ghorbal (ALG) |

|                                                                         |                                         |       |          | |
| 27 januari Afrika Cup Achtste finale «onderlinge duels» 20:00 uur (UTC) | Nigeria                                 | 2 – 0 | Kameroen | Stade Félix Houphouët-Boigny, Abidjan Toeschouwers: 22.085 Scheidsrechter: Redouane Jiyed (MAR) Video-assistent: Samir Guezzaz (MAR) |
| 27 januari Afrika Cup Achtste finale «onderlinge duels» 20:00 uur (UTC) | Ademola Lookman 36' Ademola Lookman 90' |       |          | Stade Félix Houphouët-Boigny, Abidjan Toeschouwers: 22.085 Scheidsrechter: Redouane Jiyed (MAR) Video-assistent: Samir Guezzaz (MAR) |

|  |  |  |  |  |  |  |  |  |

|                                                                          |                                                                                               |       |                     |                                                                       |
| 8 juni WK 2026 kwalificatie Groep D «onderlinge duels» 17:00 uur (UTC+1) | Kameroen                                                                                      | 4 – 1 | Kaapverdië          | Ahmadou Ahidjostadion, Yaoundé Scheidsrechter: Mustapha Ghorbal (ALG) |
| 8 juni WK 2026 kwalificatie Groep D «onderlinge duels» 17:00 uur (UTC+1) | Michael Ngadeu-Ngadjui 13' Vincent Aboubakar 25' Vincent Aboubakar 44' (pen.) Nouhou Tolo 54' |       | 37' Jamiro Monteiro | Ahmadou Ahidjostadion, Yaoundé Scheidsrechter: Mustapha Ghorbal (ALG) |

|                                                                           |                                   |       |                  |                                                                                               |
| 11 juni WK 2026 kwalificatie Groep D «onderlinge duels» 20:00 uur (UTC+1) | Angola                            | 1 – 1 | Kameroen         | Estádio 11 de Novembro, Luanda Toeschouwers: 40.000 Scheidsrechter: Mohamed Adel Elsaid (EGY) |
| 11 juni WK 2026 kwalificatie Groep D «onderlinge duels» 20:00 uur (UTC+1) | Michael Ngadeu-Ngadjui 54' (e.d.) |       | 11' Bryan Mbeumo | Estádio 11 de Novembro, Luanda Toeschouwers: 40.000 Scheidsrechter: Mohamed Adel Elsaid (EGY) |

|                                                                               |                       |       |         |                                                           |
| 7 september AK 2025 kwalificatie Groep J «onderlinge duels» 17:00 uur (UTC+1) | Kameroen              | 1 – 0 | Namibië | Japomastadion, Douala Scheidsrechter: Boubou Traoré (MLI) |
| 7 september AK 2025 kwalificatie Groep J «onderlinge duels» 17:00 uur (UTC+1) | Vincent Aboubakar 65' |       |         | Japomastadion, Douala Scheidsrechter: Boubou Traoré (MLI) |

|                                                                                |          |       |          | |
| 10 september AK 2025 kwalificatie Groep J «onderlinge duels» 19:00 uur (UTC+3) | Zimbabwe | 0 – 0 | Kameroen | Mandela Nationaal Stadion, Kampala (Oeganda) Toeschouwers: 15.000 Scheidsrechter: Mahmoud El Banna (EGY) |
| 10 september AK 2025 kwalificatie Groep J «onderlinge duels» 19:00 uur (UTC+3) |          |       |          | Mandela Nationaal Stadion, Kampala (Oeganda) Toeschouwers: 15.000 Scheidsrechter: Mahmoud El Banna (EGY) |

|                                                                              |                                                                                       |       |                    |                                                     |
| 11 oktober AK 2025 kwalificatie Groep J «onderlinge duels» 17:00 uur (UTC+1) | Kameroen                                                                              | 4 – 1 | Kenia              | Japomastadion, Douala Scheidsrechter: Issa Sy (SEN) |
| 11 oktober AK 2025 kwalificatie Groep J «onderlinge duels» 17:00 uur (UTC+1) | Vincent Aboubakar 8' (pen.) Martin Hongla 39' Bryan Mbeumo 43' Christian Bassogog 55' |       | 41' Michael Olunga | Japomastadion, Douala Scheidsrechter: Issa Sy (SEN) |

|                                                                              |       |                |          | |
| 14 oktober AK 2025 kwalificatie Groep J «onderlinge duels» 16:00 uur (UTC+3) | Kenia | 0 – 1          | Kameroen | Mandela Nationaal Stadion, Kampala (Oeganda) Toeschouwers: 0 Scheidsrechter: Louis Houngnandande (BEN) |
| 14 oktober AK 2025 kwalificatie Groep J «onderlinge duels» 16:00 uur (UTC+3) |       | 63' Boris Enow |          | Mandela Nationaal Stadion, Kampala (Oeganda) Toeschouwers: 0 Scheidsrechter: Louis Houngnandande (BEN) |

|                                                                               |         |       |          |                                                                              |
| 13 november AK 2025 kwalificatie Groep J «onderlinge duels» 15:00 uur (UTC+2) | Namibië | 0 – 0 | Kameroen | Orlandostadion, Johannesburg (Zuid-Afrika) Scheidsrechter: Jalal Jayed (MAR) |
| 13 november AK 2025 kwalificatie Groep J «onderlinge duels» 15:00 uur (UTC+2) |         |       |          | Orlandostadion, Johannesburg (Zuid-Afrika) Scheidsrechter: Jalal Jayed (MAR) |

|                                                                               |                                                 |       |                          | |
| 19 november AK 2025 kwalificatie Groep J «onderlinge duels» 14:00 uur (UTC+1) | Kameroen                                        | 2 – 1 | Zimbabwe                 | Ahmadou Ahidjostadion, Yaoundé Toeschouwers: 15.000 Scheidsrechter: Pacifique Ndabihawenimana (BDI) |
| 19 november AK 2025 kwalificatie Groep J «onderlinge duels» 14:00 uur (UTC+1) | Vincent Aboubakar 18' Georges-Kévin Nkoudou 23' |       | 73' Terrence Dzvukamanja | Ahmadou Ahidjostadion, Yaoundé Toeschouwers: 15.000 Scheidsrechter: Pacifique Ndabihawenimana (BDI) |

### 2025
|                                                                            |           |       |          |                                                                                                 |
| 19 maart WK 2026 kwalificatie Groep D «onderlinge duels» 18:00 uur (UTC+2) | Swaziland | 0 – 0 | Kameroen | Mbombelastadion, Mbombela (Zuid-Afrika) Toeschouwers: 708 Scheidsrechter: Lucky Kasalirwe (UGA) |
| 19 maart WK 2026 kwalificatie Groep D «onderlinge duels» 18:00 uur (UTC+2) |           |       |          | Mbombelastadion, Mbombela (Zuid-Afrika) Toeschouwers: 708 Scheidsrechter: Lucky Kasalirwe (UGA) |

|                                                                            |          |   |       |                                |
| 25 maart WK 2026 kwalificatie Groep D «onderlinge duels» 20:00 uur (UTC+1) | Kameroen | – | Libië | Ahmadou Ahidjostadion, Yaoundé |
| 25 maart WK 2026 kwalificatie Groep D «onderlinge duels» 20:00 uur (UTC+1) |          |   |       | Ahmadou Ahidjostadion, Yaoundé |

FCF · A-internationals · Selecties · Bondscoaches · Statistieken · Kameroens vrouwenelftal · Kameroen U21 · Kameroen U20 · Kameroen U19 · Kameroen U18 · Kameroen U17
1960 – 1969 · 
1970 – 1979 · 
1980 – 1989 · 
1990 – 1999 · 
2000 – 2009 · 
2010 – 2019 ·
2020 − 2029
CC 2001 · 
CC 2003
WK 1982 · 
WK 1990 · 
WK 1994 · 
WK 1998 · 
WK 2002 · 
WK 2010 · 
WK 2014 ·
WK 2022
OS 1984 · 
OS 2000 · 
OS 2008
1961 · 
1960 · 
1961 · 
1962 · 
1963 · 
1964 · 
1965 · 
1966 · 
1967 · 
1968 · 
1969 · 
1970 · 
1971 · 
1972 · 
1973 · 
1974 · 
1975 · 
1976 · 
1977 · 
1978 · 
1979 · 
1980 · 
1981 · 
1982 · 
1983 · 
1984 · 
1985 · 
1986 · 
1987 · 
1988 · 
1989 · 
1990 · 
1991 · 
1992 · 
1993 · 
1994 · 
1995 · 
1996 · 
1997 · 
1998 · 
1999 · 
2000 · 
2001 · 
2002 · 
2003 · 
2004 · 
2005 · 
2006 · 
2007 · 
2008 · 
2009 · 
2010 · 
2011 · 
2012 · 
2013 ·
2014 ·
2015 ·
2016 ·
2017 ·
2018 ·
2019 ·
2020 ·
2021 ·
2022
Albanië ·
Algerije ·
Angola ·
Argentinië ·
Australië ·
Benin ·
Bolivia ·
Brazilië ·
Bulgarije ·
Burkina Faso ·
Burundi ·
Canada ·
Centraal-Afrikaanse Republiek ·
Chili ·
Colombia ·
Comoren ·
Congo-Brazzaville ·
Congo-Kinshasa ·
Costa Rica ·
Cuba ·
Denemarken ·
Duitsland ·
Egypte ·
Engeland ·
Equatoriaal-Guinea ·
Eritrea ·
Ethiopië ·
Finland ·
Frankrijk ·
Gabon ·
Gambia ·
Georgië ·
Ghana ·
Griekenland ·
Guinee ·
Guinee-Bissau ·
Ierland ·
India ·
Indonesië ·
Iran ·
Italië ·
Ivoorkust ·
Jamaica ·
Japan ·
Kaapverdië ·
Kenia ·
Koeweit ·
Kroatië ·
Lesotho ·
Liberia ·
Libië ·
Luxemburg ·
Madagaskar ·
Malawi ·
Mali ·
Marokko ·
Mauritanië ·
Mauritius ·
Mexico ·
Moldavië · 
Mozambique ·
Namibië ·
Nederland ·
Niger ·
Nigeria ·
Noord-Macedonië ·
Noorwegen ·
Oeganda ·
Oekraïne ·
Oezbekistan ·
Oostenrijk ·
Panama ·
Paraguay ·
Peru ·
Polen ·
Portugal ·
Roemenië ·
Rusland ·
Rwanda ·
Saoedi-Arabië ·
Sao Tomé en Principe ·
Senegal ·
Servië ·
Sierra Leone ·
Slowakije ·
Soedan ·
Somalië ·
Sovjet-Unie ·
Swaziland ·
Tanzania ·
Thailand · 
Togo ·
Tsjaad ·
Tunesië ·
Turkije ·
Verenigde Staten ·
Zambia ·
Zimbabwe ·
Zuid-Afrika ·
Zuid-Korea ·
Zuid-Soedan ·
Zweden ·
Zwitserland
Brazilië (2014) · 
Brazilië (2022) · 
Denemarken (2010) · 
Egypte (2017) ·
Frankrijk (2003) · 
Italië (1982) · 
Japan (2010) · 
Kroatië (2014) · 
Mexico (2014) ·
Nederland (2010) · 
Peru (1982) · 
Polen (1982) · 
Servië (2022)
CONMEBOL: Argentinië · Bolivia · Brazilië · Chili · Colombia · Ecuador · Paraguay · Peru · Uruguay · Venezuela

UEFA: Albanië · Andorra · Armenië · Azerbeidzjan · België · Bosnië en Herzegovina · Bulgarije · Cyprus · Denemarken · Duitsland · Engeland · Estland · Faeröer · Finland · Frankrijk · Georgië · Gibraltar · Griekenland · Hongarije · IJsland · Ierland · Israël · Italië · Kazachstan · Kosovo · Kroatië · Letland · Liechtenstein · Litouwen · Luxemburg · Malta · Moldavië · Montenegro · Nederland · Noord-Ierland · Noord-Macedonië · Noorwegen · Oekraïne · Oostenrijk · Polen · Portugal · Roemenië · Rusland · San Marino · Schotland · Servië · Slovenië · Slowakije · Spanje · Tsjechië · Turkije · Wales · Wit-Rusland · Zweden · Zwitserland

AFC: Australië · China · Irak · Iran · Japan · Libanon · Oezbekistan · Oman · Qatar · Saoedi-Arabië · Syrië · Verenigde Arabische Emiraten · Vietnam · Zuid-Korea

CAF: Algerije · Burkina Faso · Congo-Kinshasa · Egypte · Ghana · Ivoorkust · Kaapverdië · Kameroen · Mali · Marokko · Nigeria · Senegal · Tunesië · Zuid-Afrika

CONCACAF: Canada · Costa Rica · Curaçao · El Salvador · Honduras · Jamaica · Mexico · Panama · Suriname · Verenigde Staten

OFC: Nieuw-Zeeland